# Chaim ibn Attar

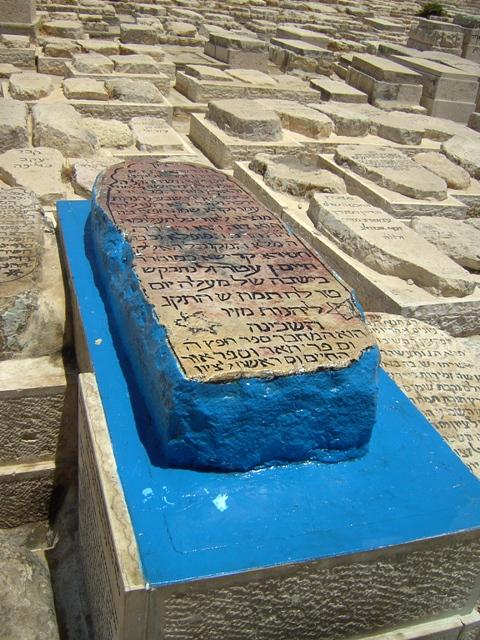
Tomba di ibn Attar sul Monte degli Olivi a Gerusalemme

Chaim ben Moses ibn Attar in arabo حاييم بن عطار‎?; in ebraico חיים אבן עטר‎? (Meknès, 1696 – Gerusalemme, 1743) è stato un rabbino e religioso marocchino, noto anche come Ohr ha-Chaim dal titolo del suo rinomato commentario del Pentateuco, fu un talmudista e cabalista  e uno dei più eminenti rabbini del Marocco.

## Biografia
Nel 1733 decise di lasciare il paese natio e stabilirsi nella Terra d'Israele, allora sotto l'Impero ottomano. Mentre era in viaggio, si trattenne a Livorno invitato dai ricchi ebrei della comunità ebraica locale, che crearono una yeshivah per lui. Molti dei suoi studenti in seguito divennero famosi e gli inviarono i fondi necessari per stampare il suo Ohr ha-Chaim. Fu ricevuto ovunque con grandi onori, grazie alla sua grande erudizione, pronto intelletto e grande compassione. A metà del 1742 arrivò a Gerusalemme, dove diresse il Beit Midrash Knesset Yisrael (Casa di Studio Assemblea d'Israele) e fondò la sinagoga Ohr ha-Chaim.
Uno dei suoi discepoli fu Rabbi Chaim Joseph David Azulai, che descrisse la grandezza del suo maestro in questo modo: "Il cuore di Attar batteva col Talmud; sradicò le montagne come un torrente in piena; la sua santità fu quella di un angelo del Signore, ... avendo tagliato tutti i legami col mondo materiale."
Attar è sepolto nel grande cimitero sul Monte degli Olivi a Gerusalemme.

## Opere
1. Hefetz Hashem (Desiderio di Dio), Amsterdam, 1732 — dissertazioni dei quattro trattati talmudici Berakot, Shabbat, Horayot e Chullin.
2. Ohr ha-Chaim (La Luce della Vita), Venezia, 1742 — commentario del Pentateuco secondo i quattro metodi noti collettivamente come Pardes; ristampato diverse volte. La sua notorietà si basa principalmente su quest'opera che divenne popolare presso gli chassidim.
3. Peri Toar (Frutto meraviglioso), novellae sullo Shulchan Aruch, Yoreh De'ah, che tratta specialmente del commentario di Hiskiah de Silva, Peri Hadash, Amsterdam, 1742; Vienna e Leopoli, 1810.
4. Rishon le-Zion, Costantinopoli, 1750 — composto da novellae su diversi trattati talmudici, certe porzioni dello Shulchan Aruch, , sulla terminologia di Maimonide, su cinque Megillot, sui Profeti e sui Proverbi.
5. Con lo stesso titolo vennero pubblicate a Polna nel 1804, le sue note su Giosuè, Giudici, Samuele e Isaia.